# West Grand Bahama District
West Grand Bahama District är ett distrikt i Bahamas. Det ligger i den nordvästra delen av landet, 210 km nordväst om huvudstaden Nassau. West Grand Bahama District ligger på ön Grand Bahama Island tillsammans med East Grand Bahama och City of Freeport.
Samhället West End och flygplatsen Grand Bahama International Airport ligger i distriktet.
I omgivningarna runt West Grand Bahama District växer huvudsakligen savannskog. Runt West Grand Bahama District är det ganska glesbefolkat, med 38 invånare per kvadratkilometer.